# Liga Nacional Republicana Grega
A Liga Nacional Republicana Grega (em grego:  Εθνικός Δημοκρατικός Ελληνικός Σύνδεσμος (ΕΔΕΣ), Ethnikós Dimokratikós Ellinikós Sýndesmos, EDES) foi um importante grupo de resistência antinazista formado durante a ocupação do Eixo na Grécia durante a Segunda Guerra Mundial.
O maior dos grupos de resistência não-comunistas, seu braço militar, os Grupos Nacionais de Guerrilhas Gregas (Εθνικές Ομάδες Ελλήνων Ανταρτών, Ethnikés Omádes Ellínon Antartón, ΕΟΕΑ) concentrou suas atividades militares no Épiro. A partir de 1943, o EDES entrou em confronto com a Frente de Libertação Nacional, liderada pelos comunistas, iniciando uma série de conflitos civis que levariam à Guerra Civil Grega.

## Fundação e ideologia
A Liga Nacional Republicana Grega foi fundada em 9 de setembro de 1941 por um ex-oficial do exército, o coronel Napoleon Zervas, um centrista que havia sido expulso do exército após o fracassado golpe de estado pró-venizelista de 1935, e dois de seus amigos, Leonidas Spais e Ilias Stamatopoulos. 
Como muitos outros movimentos de resistência fundados naquela época, a orientação política da Liga Nacional Republicana Grega era republicana, com uma forte antipatia pelo rei exilado, Jorge II, e apresentava algumas vagas tendências socialistas de esquerda. No rescaldo da ditadura de direita de Metaxas, que durou quatro anos e foi fortemente apoiada pelo rei, a monarquia foi quase universalmente rejeitada, enquanto os ideais sociais de "justiça social" se tornaram moda entre os vários grupos de resistência.
A carta de fundação da EDES exigia explicitamente o "estabelecimento na Grécia de um regime republicano, de forma socialista", a "revelação [...] da traição do ex-rei Jorge II e do bando da chamada Ditadura de 4 de Agosto", apelando a uma limpeza completa do Estado e da vida social e pública grega de qualquer pessoa "que não tenha provado uma consciência nacional republicana [e] socialista através de ações". A carta reconhecia o proeminente general venizelista exilado Nikólaos Plastíras como seu chefe político nominal, mas devido ao seu exílio na França, eles não conseguiram obter o seu consentimento de antemão.  Por enquanto, não foi feita no texto qualquer referência à oposição armada contra as forças de ocupação. 
No mesmo dia, Komninos Pyromaglou, amigo e assistente de Plastiras, partiu de Nice, onde residia Plastiras, para a Grécia. Foi autorizado pelo general a formar, em seu nome, uma organização republicana com conteúdo socialista”, e a preparar-se para se voltar tanto “contra o Ocupante” como contra o regresso da monarquia.  Após a sua chegada a Atenas, em 23 de setembro, Pyromaglou entrou em contacto com os círculos republicanos e, após contactar Zervas, assumiu o comando do EDES. Em outubro, foi fundado um Comitê Executivo de cinco membros, sendo Pyromaglou como representante de Plastiras como Secretário Geral e Zervas como membro simples. 
À medida que a organização crescia, conseguiu estabelecer ligações com a Sede Britânica no Cairo, com vista a receber fundos, armas e orientação. Sob pressão britânica que na época apoiava fortemente a monarquia grega, Zervas foi forçado a enviar uma declaração de lealdade ao rei George II em março de 1942.  Isto marcou uma ruptura silenciosa com os mordazes ataques antimonarquistas dos últimos meses e marcou o lento deslizamento do EDES em direcção a uma postura mais pró-monarquista.
A organização apoiou o irredentismo, argumentando que a Grécia deveria ter permissão para anexar partes da Albânia e da Bulgária após a guerra.  Em 1944 e 1945 organizou a expulsão dos albaneses Cham, atacando muitas aldeias Cham e assassinando civis, incluindo mulheres e crianças. 

## Início da resistência armada – A operação Gorgopotamos
Tal como a maioria dos grupos semelhantes, o EDES limitou-se inicialmente a Atenas. Contando com o apoio de muitas figuras militares venizelistas e republicanas proeminentes, a EDES entrou em contacto com a EAM e tentou estabelecer alguma forma de cooperação. As negociações falharam devido às exigências dos comunistas para uma fusão da EDES com a EAM e à sua desconfiança nas atitudes pró-britânicas de Zervas. 
Em 23 de julho de 1942, após intensa pressão britânica e mais de um mês após o aparecimento oficial da ala militar da EAM, o Exército de Libertação do Povo Grego (ELAS), Zervas, acompanhado por Pyromaglou e um punhado de companheiros, partiu para as Montanhas Valtos na Etólia-Acarnânia, uma área com longas tradições de guerrilha que remontam ao período otomano.  A partir de então e até o final da Ocupação, o Epiro seria a principal área de atuação da EDES andartes.
Apoiado por lançamentos de pára-quedas britânicos, o EDES rapidamente reuniu cerca de 100 caças. A primeira grande operação do EDES foi a "Operação Harling", a destruição do viaduto Gorgopotamos por uma força conjunta de comandos britânicos da SOE e das forças EDES e ELAS. Embora a operação bem sucedida, um dos maiores actos de sabotagem na Europa ocupada, tenha aumentado enormemente o prestígio da nascente Resistência, também causou uma ruptura significativa entre a EDES e a ELAS: os britânicos proclamaram e elogiaram em voz alta o papel de Zervas na operação, ignorando ao mesmo tempo a contribuição – numericamente muito maior – das forças esquerdistas da ELAS.  Embora a ruptura tenha sido sanada pela mediação britânica, ela pressagiava os problemas que surgiriam no futuro.
Em 24 de fevereiro de 1943, Zervas dirigiu-se a seu amigo Antonis Petsakis numa carta, instando-o a criar uma filial da EDES no Peloponeso, antes que a ELAS estabelecesse o controle total da região. Um ramo dos Grupos Nacionais de Guerrilhas Gregas (ΕΟΕΑ) foi então fundado em Patras e no verão de 1943 um pequeno grupo guerrilheiro armado foi formado por E. Sevastakis. A filial do Peloponeso da EDES lutou para encontrar armas e munições, o que levou Zervas a solicitar um lançamento aéreo britânico de suprimentos na Acaia. O lançamento aéreo não se concretizou e o grupo de Sevastakis se desfez no final de julho, totalizando cerca de 70 homens na época. 

## Batalhas

### 1942
- 23 de outubro - 24 de novembro: Batalha contra as forças italianas em Skoulikaria e na área montanhosa mais ampla de Arta, durante 22 dias.
- 25 de novembro: Operação Harling (Gorgopotamos).
- 20–22 de dezembro: Batalha contra as forças italianas em Ano Kalentini - Xirokampos - Velentziko - Koufalo de Arta

### 1943
- 20 de maio: Batalha vitoriosa contra italianos e albaneses Cham na aldeia de Agia Kyriaki.
- 22 de junho: Destruição da ponte Spiliopotamos.
- 6 de julho: Batalha vitoriosa contra alpinistas italianos em Milia, Epiro.
- 8–20 de setembro: Batalhas contra as forças alemãs em Métsovo, Pramada, Kalarites.
- 16,19 de setembro: Batalhas contra alemães e albaneses Cham em Skala Paramythias.
- 30 de setembro: Ataque contra as forças alemãs em Xirovouni.
- 30–31 de outubro: Batalha contra a Divisão Edelweiss (com a eventual participação da ELAS, principalmente contra as forças EDES [12]) em Tzoumerka.
- Novembro-dezembro: Batalhas contra alemães e albaneses Cham em Tesprócia.

### 1944
- 30 de março Batalha em Thesprotiko contra alemães e albaneses Cham.
- 29 de junho  : Libertação de Paramythia e Parga.
- 30 de junho  : Batalha vitoriosa contra alemães e albaneses Cham em Menina.
- 11 de agosto: Libertação de Margariti.
- 17–18 de agosto: Conquista do Forte Menina.
- 14 de setembro: Batalha de Dodona-Libertação de Lefkada.
- 22 de setembro: Libertação de Igoumenitsa e Filiados.
- 7–15 de outubro: Batalhas contra as forças alemãs.

## Acusações de colaboracionismo
Após confrontos em grande escala entre a ELAS e a EDES em Outubro de 1943, Zervas entrou em contacto com os alemães e começou a discutir a possibilidade de colaboração contra a ELAS. Em fevereiro de 1944, Zervas e o comandante do XXII Mountain Corps, Hubert Lanz, chegaram a um "acordo de cavalheiros". Nos seus termos, os dois lados deveriam entrar numa trégua, trocar informações limitadas sobre a ELAS antes das operações militares de cada lado contra os comunistas e colaborar plenamente no caso de o EDES se encontrar à beira do colapso. De acordo com o oficial da 1ª Divisão de Montanha Karl Heinz Rotfuchs, o acordo permaneceu em segredo da maioria absoluta dos membros do EDES. Também foi mantido em segredo dos britânicos, para que a EDES continuasse a receber apoio material dos primeiros. Após a partida do Épiro, os alemães garantiram que o material restante chegaria às mãos da EDES e não da ELAS. 
O Exército de Libertação do Povo Grego, de esquerda, acusou em várias ocasiões as suas organizações rivais, e particularmente a EDES, de colaboração com as forças de ocupação nazis.    Durante os conflitos armados entre a ELAS e a EDES em Atenas, foi lançada uma guerra de propaganda com a ELAS acusando a EDES de colaboração, principalmente devido a ganhar plausibilidade a partir da isenção explícita da EDES dos ataques de propaganda alemã.  
Por outro lado, Stilianós Gonatás, inicialmente um líder político da EDES em Atenas, ganhou a inimizade peculiar da organização porque apoiou os Batalhões de Segurança colaboracionistas e incentivou jovens oficiais a juntarem-se às suas fileiras, o que levou à hostilidade dos grupos EAM para com ele.   O 12.º Exército da Alemanha Nazista tentou por um curto período de tempo cooptar as forças EDES, e utilizá-las contra a ELAS, mas esta tentativa falhou e em Julho de 1944 a EDES lançou novos ataques.  

## Guerra Civil Grega
Estes conflitos internos causaram rivalidade entre grupos de resistência e acabaram por evoluir para uma guerra civil. Em outubro de 1943, a ELAS lançou um ataque ao EDES. Estes ataques desencadearam uma guerra civil que duraria até fevereiro de 1944. Depois disso, foi estabelecida uma frágil trégua, que durou até dezembro, dois meses após a Libertação. Então, enquanto a ELAS de Atenas tentava derrubar o governo, outras unidades atacavam as posições da EDES no Épiro. Este último foi derrotado e as forças restantes foram evacuadas para Corfu. Após a derrota da ELAS em Atenas (janeiro de 1945), as forças do EDES retornaram ao Épiro, onde parte delas se envolveu na expulsão dos albaneses Cham.